# Строєво (Варгашинський район)
Стро́єво (рос. Строево) — село у складі Варгашинського району Курганської області, Росія. Входить до складу Південної сільської ради.
Населення — 259 осіб (2017, 315 у 2010, 490 у 2002).